# Schweizer Leichtathletik-Hallenmeisterschaften 2015
Die 34. Schweizer Leichtathletik-Hallenmeisterschaften 2015 (auch: SM Halle Aktive, SM Halle Elite) (französisch Championnats suisses d’athlétisme en salle 2015) fanden am 14. und 15. Februar 2015 im Athletik Zentrum in St. Gallen statt.

## Frauen

### 60 m
| Platz | Athletin          | Zeit (s) |
| ----- | ----------------- | -------- |
| 1     | Mujinga Kambundji | 7,18 SR  |
| 2     | Sarah Atcho       | 7,53     |
| 3     | Fanette Humair    | 7,53     |

### 200 m
| Platz | Athletin        | Zeit (s) |
| ----- | --------------- | -------- |
| 1     | Fanette Humair  | 24,06    |
| 2     | Charlène Keller | 24,25    |
| 3     | Marisa Lavanchy | 24,41    |

### 400 m
| Platz | Athletin           | Zeit (s) |
| ----- | ------------------ | -------- |
| 1     | Léa Sprunger       | 53,72    |
| 2     | Büchel Selina      | 54,11    |
| 3     | Vanessa Zimmermann | 55,40    |

### 800 m
| Platz | Athletin       | Zeit (min) |
| ----- | -------------- | ---------- |
| 1     | Yasmin Giger   | 2:14,61    |
| 2     | Livia Müller   | 2:14,95    |
| 3     | Maureen Jordan | 2:15,54    |

### 3000 m
| Platz | Athletin          | Zeit (min) |
| ----- | ----------------- | ---------- |
| 1     | Lisa Kurmann      | 9:38,44    |
| 2     | Delia Sclabas     | 9:41,29    |
| 3     | Florence Peguiron | 9:49,93    |

### 60 m Hürden (84,0)
| Platz | Athletin      | Zeit (s) |
| ----- | ------------- | -------- |
| 1     | Noemi Zbären  | 8,22     |
| 2     | Elodie Jakob  | 8,55     |
| 3     | Irina Strebel | 8,55     |

### Hochsprung
| Platz | Athletin         | Höhe (m) |
| ----- | ---------------- | -------- |
| 1     | Giovanna Demo    | 1,82     |
| 2     | Nathalie Lauber  | 1,80     |
| 3     | Michelle Zeltner | 1,80     |

### Stabhochsprung
| Platz | Athletin       | Höhe (m) |
| ----- | -------------- | -------- |
| 1     | Nicole Büchler | 4,40     |
| 2     | Angelica Moser | 4,20     |
| 3     | Jasmine Moser  | 3,90     |

### Weitsprung
| Platz | Athletin         | Weite (m) |
| ----- | ---------------- | --------- |
| 1     | Barbara Leuthard | 6,00      |
| 2     | Fatim Affessi    | 5,90      |
| 3     | Caroline Agnou   | 5,81      |

### Dreisprung
| Platz | Athletin         | Weite (m) |
| ----- | ---------------- | --------- |
| 1     | Barbara Leuthard | 12,45     |
| 2     | Vivian Nyuma     | 12,10     |
| 3     | Vera Falkenberg  | 11,66     |

### Kugel (4,00 kg)
| Platz | Athletin       | Weite (m) |
| ----- | -------------- | --------- |
| 1     | Lea Herrsche   | 14,00     |
| 2     | Jasmin Lukas   | 13,99     |
| 3     | Caroline Agnou | 13,90     |

## Männer

### 60 m
| Platz | Athlet              | Zeit (s) |
| ----- | ------------------- | -------- |
| 1     | Pascal Mancini      | 6,68     |
| 2     | Steven Gugerli      | 6,77     |
| 3     | Reto Amaru Schenkel | 6,80     |

### 200 m
| Platz | Athlet              | Zeit (s) |
| ----- | ------------------- | -------- |
| 1     | Bastien Mouthon     | 21,86    |
| 2     | Steven Gugerli      | 22,26    |
| 3     | Alain-Hervé Mfomkpa | 22,92    |

### 400 m
| Platz | Athlet            | Zeit (s) |
| ----- | ----------------- | -------- |
| 1     | Daniele Angelella | 49,42    |
| 2     | Joel Burgunder    | 49,82    |
| 3     | Matthias Barth    | 49,85    |

### 800 m
| Platz | Athlet          | Zeit (min) |
| ----- | --------------- | ---------- |
| 1     | Roland Christen | 1:58,10    |
| 2     | Tobias Lüthi    | 1:58,34    |
| 3     | Tom Elmer       | 1:58,74    |

### 1500 m
| Platz | Athlet           | Zeit (min) |
| ----- | ---------------- | ---------- |
| 1     | Dáire Bermingham | 4:04,04    |
| 2     | Romain Luescher  | 4:05,47    |
| 3     | Reto Ramseier    | 4:06,75    |

### 3000 m
| Platz | Athlet           | Zeit (min) |
| ----- | ---------------- | ---------- |
| 1     | Fabian Downs     | 8:30,53    |
| 2     | Mohammed Boulama | 8:35,45    |
| 3     | Andreas Kempf    | 8:36,30    |

### 60 m Hürden (106,7)
| Platz | Athlet       | Zeit (s) |
| ----- | ------------ | -------- |
| 1     | Brahian Peña | 7,86     |
| 2     | Michael Page | 8,08     |
| 3     | Daniel Beer  | 8,13     |

### Hochsprung
| Platz | Athlet           | Höhe (m) |
| ----- | ---------------- | -------- |
| 1     | Loïc Gasch       | 2,12     |
| 2     | Michael Ravedoni | 2,09     |
| 3     | Nicola Lüdi      | 2,00     |

### Stabhochsprung
| Platz | Athlet           | Höhe (m) |
| ----- | ---------------- | -------- |
| 1     | Marquis Richards | 5,30     |
| 2     | Patrick Schütz   | 5,10     |
| 3     | Marco Jost       | 4,70     |

### Weitsprung
| Platz | Athlet           | Weite (m) |
| ----- | ---------------- | --------- |
| 1     | Yves Zellweger   | 7,58      |
| 2     | Benjamin Gföhler | 7,31      |
| 3     | Michael Bucher   | 7,23      |

### Dreisprung
| Platz | Athlet         | Weite (m) |
| ----- | -------------- | --------- |
| 1     | Andreas Graber | 15,60     |
| 2     | Nils Wicki     | 15,25     |
| 3     | Simon Sieber   | 15,02     |

### Kugel (7,26 kg)
| Platz | Athlet         | Weite (m) |
| ----- | -------------- | --------- |
| 1     | Gregori Ott    | 17,53     |
| 2     | Sandro Ferrari | 15,10     |
| 3     | Lukas Jost     | 15,02     |